# Kuzhandaiyum Deivamum
«Kuzhandaiyum Deivamum» (там. குழந்தையும் தெய்வமும்) — чёрно-белый музыкальный южноиндийский фильм 1965 года на тамильском языке режиссёрского дуэта Кришнан-Панджу.

## Сюжет
Фильм был снят как ремейк диснеевского фильма 1961 года «Ловушка для родителей» и имеет сходную основу сюжета, адаптированную под индийские реалии и с более развитым внешним обрамлением.
Студент колледжа в Мадурае Чандрашекхар (для друзей просто Шекхар) влюбляется в свою однокурсницу Сатьябаму (Баму), дочь владельцев местного автобусного бизнеса. Несмотря на разницу в характерах, со временем любовь становится обоюдной, однако на её пути становится мать Бамы, Аламелу — настоящая глава своей семьи и Alamelu Bus Company, управляющая ими железной рукой и настроенная против зятя-голодранца (выживающего за счет стипендии от семейства её же мужа). Мягкохарактерный Шекхар готов отступиться, однако перенявшая характер от матери Бама уговаривает мать согласиться на их брак — хотя не ранее, чем Аламелу всесторонне допрашивает будущего зятя и убеждается хотя бы в его уме и интеллигентности. После свадьбы Шекхар переезжает в дом Аламелу и начинает работать менеджером в её компании.
Проходит время. Шекхар и Бама становятся родителями двойняшек Лалиты (Лали) и Падмини (Паппи), однако весь этот год у Шекхара копится усталость от постоянного контроля тещи как дома, так и на работе, не дающего ему проявить хоть малейшую инициативу. Последней каплей становится официальный приём, на котором Аламелу оскорбляет приглашённых Шекхаром гостей, и он решает уйти из этого дома вместе с женой и детьми. В результате вмешательства тёщи и недопонимания, Чандрашекхар ошибочно решает, что Сатьябама поддерживает свою мать, и уходит один, забрав одну из дочерей, Паппи. Они переезжают в Сингапур, где после некоторых злоключений Шекхар находит работу, а потом и становится членом правления успешной фирмы. Тем временем, Баму пытается найти мужа и дочь, но безрезультатно.
Проходит несколько лет, и Шекхар вместе с Паппи возвращаются в Мадурай, где случайно устраивает дочь в ту же школу и класс, где уже учится другая дочь Бамы, Лали. У девочек большое внешнее сходство (скрываемое, правда, разным стилем одежды и прически) и схожие таланты, однако они очень различны по характеру — Паппи скромна и дисциплинирована, а росшая под бабушкиным влиянием Лали горда до самонадеянности, — и долгое время не подозревают о своей связи. Тем временем, в доме Шекхара появляются новые персонажи — он нанимает для дочери преподавательницу традиционного танца Нирмалу, и к нему обращается за помощью друживший с Шекхаром и Бамой со студенческом скамьи Сундарам, сейчас сидящий без работы. В благодарность за приют он заботится о Паппи, а также предпринимает усилия, чтобы восстановить семью друга, однако выясняется, что у Нирмалы и её матери Согусу, постепенно вселившихся в дом нанимателя, тоже есть на него планы.
Девочки продолжают учиться вместе, в отчаянном соперничестве, доходящем до потасовок. В конце концов, когда они устраивают драку во время школьной поездки в лагерь, их лишают общих развлечений вокруг костра, запирая вместе на всю ночь, и уединение позволяет им примириться друг с другом, а потом и осознать, что они родные сёстры. Тем временем, оставшиеся почти наедине с Чандрашекхаром Нирмала и Согусу претворяют в жизнь свой корыстный план. Пользуясь недомоганием Шекхара, Нирмала под видом принесённого лекарства опаивает его. Утром Шекхар обнаруживает в своей постели части одежды Нирмалы, а затем «застаёт» Согусу, ругающую за бесчестье плачущую дочь; ничего не помня, он, как честный человек, обещает на ней жениться.
Как и в оригинальной истории, девочки, одна из которых давно тоскует по матери, а другая по отцу, решают поменяться местами. Родные удивлены их резко усилившейся любовью к родителям и другим изменениям в их поведении; только Сундарам оказывается достаточно проницательным, чтобы вызвать «Паппи» на откровенный разговор и выяснить у неё секрет, однако обещает не выдавать Лалли и помочь их плану. Тем временем, Шекхар пытается уговорить дочь на «новую маму», но она неоднократно отказывается; Сундарам пытается раскрыть Шекхару истинные намерения Нирмалы, но получает серию оплеух. Нирмала пытается подольститься к девочке, но Лали, вначале настроенная нейтрально, в конце концов кричит на учительницу, и та в раздражении так толкает девочку, что Лали теряет сознание. Увидевший падение Шекхар спешит с дочерью к врачам, а Сундарам сообщает второй сестре о происшествии. В слезах, она выдаёт себя матери и деду, наконец понимающим, кого реально видят перед собой. Несмотря на сопротивление Аламелу, они также спешат в дом Чандрашекхара.
Увидев Шекхара, Бама падает ему в ноги, моля о прощении, однако он отвечает, что сейчас способен содержать обеих дочерей и выгоняет её из дома. Запертые в комнате девочки молятся богам, чтобы примирить родителей; вспомнив рассказ Сундарама, Лали говорит, что они должны помолиться об удаче в храме Палани. Подслушавшая задумку девочек Согусу решает, что это хороший случай избавиться от наследниц и, пользуясь их незнанием о её роли, ночью помогает им сбежать и даёт сопровождающего, втайне наняв его для убийства.
На следующее утро после происшествия, Шекхар понимает, что Бама так и осталась стоять у дверей его дома. Случайно услышав разговор Нирмалы и Согусу, он узнает о задуманном, и теперь сам велит им убираться. Поняв, что зря не доверял Баме, он вместе с ней, её родителями и Сундарамом спешит в храм Палани, чтобы спасти дочерей. Они успевают к самой развязке, когда девочек спасает от убийцы приползшая на их молитвы кобра. Семья наконец объединяется. Пользуясь случаем, все вместе посещают храм, где даже властная бабушка признает, что маленькие девочки порой оказываются мудрее взрослых, а сестры вместе поют благодарственный гимн Венкатеше.

## В главных ролях
- Джайшанкар[англ.] — Чандрашекхар («Шекхар»)
- Джамуна — Сатьябама («Бама»)
- Гарикапати Варалакшми[англ.] — Аламелу (мать Бамы)
- Маджор Сундарараджан[англ.] — Рамалингам (отец Бамы)
- Кутти Падмини[англ.] — сёстры Лалита («Лали») и Падмини («Паппи»)
- Нагеш[англ.] — Сундарам (друг Шекхара)
- В. Р. Тилагам — Нирмала (преподавательница индийского танца)

## Съёмочная группа и особенности производства фильма
- Компания производства и первичного распространения фильма — AVM Productions[англ.], в лице продюсера А. В. Мейяппана[англ.]
- Режиссёр — Кришнан-Панджу[англ.]
- Автор сценария — Джавар Ситараман[англ.], по мотивам американского фильма «Ловушка для родителей» (1961), в свою очередь основанного на повести «Проделки близнецов»[нем.] немецкого писателя Эриха Кестнера.
- Операторы — С. Марути Рао, С. Витталь Рао
- Композитор — М. С. Вишванатан

Название фильма там. குழந்தையும் தெய்வமும் (Kuzhandaiyum Deivamum) совпадает с тамильской пословицей, приблизительно означающей «Дети как боги» или «Дети заодно с богами». В основу сценария фильма (с серьёзной адаптацией к индийским реалиям и традициям индийского кино) лёг сюжет диснеевского фильма «Ловушка для родителей» (1961), основанного на повести «Проделки близнецов» немецкого писателя Эриха Кестнера, в свою очередь, по некоторым сведениям, вдохновлённой американским фильмом 1936 года «Три милых девушки» с Нэн Грэй, Диной Дурбин и Барбарой Рид. Ещё одним источником вдохновения для фильма, вероятно, стал незаконченный цикл Льва Толстого «Детская мудрость», известный за рубежом как Little girls are wiser than men.
«Kuzhandaiyum Deivamum» был первым известным в индийском кино случаем исполнения ребёнком-актёром двух ролей, что вызвало дополнительные сложности при съёмке фильма, требовавшего достаточного различия в изображении сестёр практически на всём своём протяжении. Так как обе девочки по сценарию относились к богатым слоям, для исполнительницы был куплен целый гардероб дорогих и частично импортных платьев и костюмов разных стилей, а продюсер каждодневно проверял сохранение отличий как во внешности, так и в отображении героинь. Ситуация дополнительно усложнялась наличием сцен драки Паппи и Лали (в ремейке на телугу — также сцены поцелуя уже подружившихся девочек) при отсутствии заранее наработанных техник комбинированной съёмки.
Фильм был выпущен в прокат 19 ноября 1965 года.

### Саундтрек
Песни к фильму были написаны композитором М. С. Вишванатаном на слова песенников Каннадасана и Ваали. Саундтрек фильма был выпущен в 1965 году звукозаписывающей компанией Saregama. Большинство женских партий исполнила за кадром известная вокалистка Пулапака Сушила, впоследствии пятикратная лауреатка Национальной кинопремии Индии за лучший женский закадровый вокал. Ниже приведён состав саундтрека картины по данным iTunes:
| №                   | Название                   | Исполнители                           | Длительность |
| ------------------- | -------------------------- | ------------------------------------- | ------------ |
| 1.                  | «Kozhi Oru Koottile»       | М. С. Раджешвари                      | 3:28         |
| 2.                  | «Anbulla Maan Vizhiye (1)» | Т. М. Соундарараджан, Пулапака Сушила | 3:36         |
| 3.                  | «Naan Nadrisolven»         | М. С. Вишванатан, Пулапака Сушила     | 3:32         |
| 4.                  | «Aah Aah Ithu Nalliravu»   | Л. Р. Эсвари                          | 3:14         |
| 5.                  | «Kuzhandaiyum Deivamum»    | Пулапака Сушила                       | 4:00         |
| 6.                  | «Pazhamudhir Solaiyile»    | Пулапака Сушила                       | 3:36         |
| 7.                  | «Anbulla Mannavane»        | T. M. Soundararajan, Пулапака Сушила  | 3:36         |
| 8.                  | «Idhu Nalliravu»           | Л. Р. Эсвари                          | 3:25         |
| 9.                  | «Indru Vanda Intha»        | Пулапака Сушила                       | 3:26         |
| 10.                 | «Aval Enna Ninaithaal»     | Пулапака Сушила                       | 3:33         |
| 11.                 | «Jambulingame Jadathara»   | К. Вирамани, Дхарапурам Сундерараджан | 3:34         |
| 12.                 | «Mellappesungal»           | Л. Р. Эсвари, Ковай Соундарараджан    | 3:33         |
| 13.                 | «Anbulla Maanvizhiye (2)»  | Мохаммед Рафи                         | 3:15         |
| 14.                 | «Enna Vegam Nillu»         | Т. М. Соундарараджан, А. Л. Рагхаван  | 3:40         |
| Общая длительность: | Общая длительность:        | Общая длительность:                   | Всего: 49:28 |

## Признание и награды
Первоначальный прокат фильма продолжался более 100 дней подряд (традиционного показателя успеха в южноиндийском кино), достигнув статуса «суперхита» и принеся значительные сборы по всей Индии.
На волне продолжающегося успеха фильма, в различных регионах Индии был снят ряд ремейков на других языках страны, включая поставленные теми же режиссёрами кинокартины и снятые очень близко к первому фильму Letha Manasulu (1966) на телугу и Do Kaliyaan (1968) на хинди; при этом в более ранней версии на телугу роль близнецов также сыграла Кутти Падмини, однако в ходе съёмок ремейка на хинди, стало понятно, что актриса «переросла» свою роль, которая в итоге была исполнена юной Сонией Сингх. Более поздние ремейки, также с весьма близким повтором сюжета, были сняты также на языках малаялам (Sethubandhanam Сасикумара, 1974) и каннада (Makkala Bhagya режиссёра Киккери Свами, 1976).
Помимо успеха у аудитории, фильм получил положительную оценку профессионалов кино и киноведения. В 1966 году фильм был удостоен титула лучшего фильма на тамильском языке 1965 года и президентской серебряной медали Национальной кинопремии Индии.
При отсутствии на тот период в официальном статуте Национальной кинопремии категорий для награждения исполнителей ролей, по утверждению Говинда Дхаранджаяна в книге Pride of Tamil Cinema: 1931 to 2013, огорчённая этим фактом Кутти Падмини с детской непосредственностью спросила об этом присутствовавшего на церемонии вице-президента Индии Закира Хусейна и непосредственно отвечавшую за награждения министра информации и радиовещания Индиру Ганди и, в конечном итоге, была неофициальным образом награждена Национальной кинопремией на следующий день во время большого приёма для персонала фильмов-лауреатов.
Один из ведущих журналов Тамил-Наду Ananda Vikatan назвал игру Кутти Падмини жемчужиной фильма. Через много лет после выхода фильма колумнист нескольких центральных изданий, влиятельный критик и историк кино Рандор Гай, анализируя фильм и его ремейки, также обратил внимание на талантливую игру юной актрисы в двойной роли, исполненной «с идеальным сочетанием невинности и озорства», указав также на интересный сюжет и мелодичные песни, «ставшие хитами и сохранившие популярность до сих пор», как дополнительные факторы его успеха. Согласно близкому по смыслу отзыву Говинда Дхаранджаяна, несмотря на то, что является ремейком, эта экранизация прекрасна сама по себе, даря семейной аудитории положительные эмоции блестящей игрой Кутти Падмини и Нагеша в сочетании с превосходными песнями и режиссурой.